# Kedarites
Els kedarites (també quedarens, kedarenes) van ser un grup ismaelita. El Gènesi diu que els ismaelites es van repartir en dotze campaments, anomenats pels noms dels fills d'Ismael (Nabaiot, Kedar, Adbeel, Mabsam, Mixmà, Dumà, Massa, Hadad, Temà, Jetur, Nafix i Quedmà). Quedar (en àrab قيدار K'dar ibn Ismā'īl ) va ser el segon fill d'Ismael. La Bíblia parla dels kedarites i de Quedar amb freqüència. Les referències a l'Antic Testament es troben al Gènesi,Isaïes Jeremies, Ezequiel, i al Llibre de les Cròniques.
Van viure al desert a l'est del Jordà, en tendes fetes de pèl negre de cabra, que era l'animal que criaven, i atacaven periòdicament poblacions sedentàries a Síria i Palestina. A causa dels conflictes amb Babilònia i Assíria només van sobreviure dos d'aquests grups: els quedarens (de Kedar) i els temamites (de Temà).
Es van convertir en nació durant l'estança dels israelites a Egipte. Es van organitzar en el regne de Kedar cap a la meitat del segle viii aC sota una reina anomenada Zabiba. En aquell moment els quedarens apareixen associats als aribi, els habitants d'un antic regne de nom Aribi, situat al nord-est d'Aràbia.
El darrer cop que se'ls esmenta va ser al segle v de la nostre era, quan en va parlar Teodoret que diu que vivien a Babilònia i adoraven cossos celestials (se sap que els quedarens adoraven l'aigua i eren nòmades); els darrers pagans a Aràbia van ser eliminats pels musulmans però els quedarens com a grup separat segurament ja s'havien extingit al segle vii.

## Llista de reis[10]
- Zabiba, entre els anys 738 aC i 733 aC aproximadament
- Samsil (reina) potser del 733 aC al 710 aC
- Yatie (reina) del 710 aC al 690 aC
- Telhunu (reina) als voltants del 690 aC al 678 aC aproximadament
- Kazail, potser del 690 aC al 675 aC
- Tabua (reina) entre el 678 aC i el 675 aC
- Waite ben Kazail, segurament entre el 675 aC i el 652 aC
- Abiyate ben Teri, potser del 652 aC al 644 aC
- Ammuladi (rebel) cap a l'any 652 aC
- Wayte ben Birdadda entre el 650 aC i el 644 aC
- a Assíria, segurament els anys 644 aC-610 aC
- a Babilònia entre els anys 610 aC i 539 aC
- a Pèrsia del 539 aC al 332 aC
  - Desconeguts
  - Shahru (Shahr) potser el 460 aC
  - Geshem (Gashmu) ben Shahr cap a l'any 445 aC
  - Kaynau (Qaynu) bar Geshem, segurament el 420 aC
  - Desconeguts
- a Macedònia entre els anys 332 aC i 323 aC
- Desconegut 332 aC-250
- a Tayma potser al 250 (fins al 450).